# ريم سعادة
ريم سعادة (10 يناير 1958 -)، ممثلة أردنية.

## حياتها
ولدت في مدينة الفحيص وهي حاصلة على ماجستير في علم النفس، بدأت التمثيل عام 1979 وشاركت بعدد كبير من المسلسلات البدوية والدرامية بتلك الفترة حتى وصلت إلى أدوار البطولة إلى أنها توقفت عن التمثيل بعد 15 عاماً، وبعد فترة عادت إليه لكن عن طريق الأداء الصوتي، وهي من أكبر مؤدي الأصوات في دبلجة الكرتونات. 

## من أعمالها
مسرحيات
- مسرحية حفلة على غفلة.
- مسرحية الجاروشة.
- مسرحية قربة مخزوقة.

مسلسلات
- مسلسل الغريبة.
- مسلسل نمر بن عدوان
- مسلسل المحراث والبور.
- مسلسل مدرسة الروابي للبنات

أفلام
- فيلم سيدي رباح.

### الدوبلاج

#### مسلسلات الكرتون
- ليدي ليدي بدور سارة والبارونة والعمة ايزابيل وفيفيان.
- سالي بدور لافينيا ومولي.
- بيرين بدور ام بيرين وروزالي
- كاليميرو بدور كاراميلا
- فتاة المراعي بدور لوتا وعمة لوتا والجدة.
- المصاقيل بدور الساحرة منال.
- مسلسل جوهرة القصر
- ماروكو الصغيرة بدور جاكو والجدة وعدة أدوار أخرى.
- بوليانا بدور الخالة بولي وميكي والخادمة.
- برنامج تعليمي المناهل

#### المسلسلات اللاتينية
- ماريا اميليا : هورتانزيا غونزلز دي بريسينيو.
- ايديرا : بيتسي.

## مشاركات
*المشاركة في مهرجانات محلية وعربية ودولية:
مهرجان دمشق للمسرح العربي 1979 في مسرحية «حفلة على الخازوق».
شاركت في الوفود الفنية لرابطة الفنانين ونقابة الفنانين بصفتها الاعتبارية في المجالس، وبصفتها الفنية لحضور المهرجانات الفنية المسرحية والغنائية في مصر والعراق وسوريا.
*الندوات والمؤتمرات التي شارك فيها:
مؤتمر النهوض بالدراما الأردنية (2003)
المؤتمر الوطني للثقافة والفنون (2004)
مؤتمر ملتقى سيدات الأعمال والمهن الأردني (2009)
مؤتمر الاتحادات والنقابات والروابط الفنية/ العراق (1990)
مؤتمر جمعية كنعان لدعم فلسطين/اليمن (2002)
مؤتمر النقابات العربية لدعم الشعب العراقي /سوريا (2002)
ندوات عديدة في الجمعيات الثقافية والمنتديات تناولت شأن الفن ودور الفنان والدراما الأردنية
ورشة عمل مكثفة عن استخدام المشهدية المسرحية والفنون التشكيلية في العلاج النفسي في جامعة CIIS في الولايات المتحدة
*المؤلفات والدراسات:
رسالة الماجستير في مجال استخدام الدراما العلاجية مع أطفال sos.
أطروحة الدكتوراة في مجال استخدام الدراما الإبداعية النفسية مع الأحداث الجانحين.
ورقة بحث عن احتراف المرأة الأردنية للمهن الأدائية (الغناء والعزف والتمثيل).
ورقة بحث في الدراما الأردنية (واقع وآفاق).
محاضرات في الجامعة الأردنية وجامعة البتراء عن السيكودراما ومجالات تطبيقها.
*الجوائز والأوسمة وشهادات التقدير والتكريم:
| النوع أو الاسم              | الجهة المانحة            |
| تكريم                       | رابطة الفنانين الأردنيين |
| تكريم                       | جامعة الإسراء            |
| تكريم                       | جامعة جرش                |
| تكريم                       | جامعة مؤتة               |
| تكريم من مهرجان مسرح الطفل  |                          |
| تكريم من مهرجان مسرح الكبار |                          |
| تكريم من جمعية حرائر الأردن |                          |
| تكريم من وزارة الثقافة      |                          |
| تكريم من نقابة الفنانين     |                          |

## روابط خارجية
- ريم سعادة على موقع قاعدة بيانات الأفلام العربية